# Socialistiska federativa republiken Jugoslavien
Socialistiska federala republiken Jugoslavien (serbokroatiska och makedonska: Socijalistička Federativna Republika Jugoslavija/Социјалистичка Федеративна Република Југославија, slovenska: Socialistična Federativna Republika Jugoslavija), förkortat SFRJ/СФРЈ, var en statsbildning på Balkan mellan 1943 och 1992.
Under andra världskrigets slutskede och monarkens landsflykt ombildades Kungariket Jugoslavien 1943 till Demokratiska Federationen Jugoslavien. Staten bar detta namn till 1944. 1946 döptes federationen till Folkrepubliken Jugoslavien för att 1963 slutligen anta namnet Socialistiska Federala Republiken Jugoslavien med tvåbokstavskod "YU", den som användes som nationalitetsbeteckning på bland annat motorfordon, trebokstavskod "YUG" och numerisk kod "890".

## Historia

### Bakgrund

SFR Jugoslaviens ledare, Josip Broz Tito från 1953 till hans död 1980.

Den 6 april 1941 invaderades Kungariket Jugoslavien av axelmakterna; det tog enbart elva dagar för dessa att till fullo ta kontroll över landets territorium. När Tyskland i juni 1941 inledde invasionen av Sovjetunionen började på allvar motståndet i Jugoslavien, till en början från jugoslaviska armén men senare främst de jugoslaviska partisanerna. Under krigsåren som följde kom en rad motståndsgrupper att kämpa mot axelmakternas ockupationsstyrkor samt de lydregeringar som de vid olika tillfällen tillsatt i landet. De som gick segrande ur kampen var partisanerna under ledning av Josip Broz Tito som redan 1944 tog makten i landet. Jugoslavien hade före kriget varit en monarki inom de västallierades intressesfär. Sovjetunionen och dess ledare Josef Stalin hade därför avstått från att stödja de kommunistiska partisanerna under kriget av rädsla för att provocera västmakterna som från början hade stött en annan motståndsledare, den kungatrogne Draža Mihailović. Men när både Storbritannien och USA slutligen tog avstånd från Mihailović 1944, sedan denne visat sig för passiv och opålitlig, valde de istället att stödja de kommunistiska partisanerna ledda av Tito. 
Till skillnad från övriga militanta grupperingar inom Jugoslavien var partisanerna de enda som verkade utan bakgrund i någon specifik etnisk folkgrupp,[källa behövs] under parollen ”broderskap och enighet”. Partisanernas syn på Jugoslaviens framtid grundade sig i det då förbjudna Jugoslaviens kommunistiska partis idéer och erfarenheter av illegalt arbete. Partisanerna med dess ledare Josip Broz Tito började på allvar uppmärksammas efter slaget vid Neretva och slaget om Suljetska där partisanerna (uppgifterna om antalet varierar med man brukar enas om 20 000 man) ställdes emot tyskarna (som vid slaget om Neretva var ungefär 120 000 man) och trots stora förluster överlevde general Tito båda gångerna, vilket upprörde tyskarna.[källa behövs] Partisanerna växte i styrka efter detta vilket gjorde att de förutom att kontrollera en större del av landet även blev populärare än man tidigare varit bland befolkningen och ofta välkomnades man varmt av dem. Efter italienarnas tillbakadragande från Jugoslavien den 8 september 1943 lämnades många italienska vapen kvar av brigaderna som flydde Jugoslavien och detta utnyttjade Tito till sin fördel. Samma år fick Tito befattningen marskalk, en titel han skulle använda fram till sin död.
Jugoslavien kom efter krigsslutet därför att få en kommunistisk regering som stöddes av alla parter med Tito som landets obestridde ledare. Därmed kom landet att hamna inom det sovjetiska intresseområdet. Detta satte Jugoslavien i en mycket unik situation, som enda land (förutom Albanien) i det nu av Sovjetunionen kontrollerade Östeuropa hade Jugoslavien en regering som inte tillsatts direkt av Moskva, utan på egen hand tagit makten, om än med viss hjälp av de allierade.

### Demokratiska federationen Jugoslavien
Demokratiska federationen Jugoslavien bildades 1943 efter att Kungariket Jugoslavien upplösts. Det var en federal stat, bestående av sex delrepubliker – Slovenien, Kroatien, Bosnien-Hercegovina, Makedonien, Montenegro och Serbien – och två inom Serbien självstyrande provinser – Kosovo och Vojvodina. Under andra världskriget föll denna stat samman och ersattes 1946 av Folkrepubliken Jugoslavien.

### Folkrepubliken Jugoslavien
Folkrepubliken Jugoslavien (slovenska/kroatiska/bosniska/serbiska: Narodna Republika Jugoslavija, serbisk kyrilliska: Hapoднa Peпyбликa Југославија) var en historisk statsbildning varaktig mellan 1946 och 1963.
Presidenter var Ivan Ribar och Josip Broz Tito. Folkrepubliken Jugoslavien ersattes 1963 av Socialistiska federationen Jugoslavien.

## Socialistiska federala republiken Jugoslavien
Landet hade en federal uppbyggnad med sex delrepubliker: Socialistiska republiken Slovenien, Socialistiska republiken Kroatien, Socialistiska republiken Serbien, Socialistiska republiken Bosnien och Hercegovina, Socialistiska republiken Montenegro och Socialistiska republiken Makedonien. Delrepubliken Serbien hade därtill två autonoma provinser, Socialistiska autonoma provinsen Vojvodina och den Socialistiska autonoma provinsen Kosovo, där ungrare respektive albaner utgjorde stora folkgrupper.
Edvard Kardelj var tillsammans med Josip Broz Tito den ledande ideologen i Jugoslaviens Kommunistiska Förbund. Edvard Kardelj var den huvudsakliga upphovsmannen till systemet för arbetarnas självförvaltning i Jugoslavien. Självförvaltningen var ett demokratiskt system för arbetarstyrda företag. Systemet med självförvaltning på företagen utarbetades av Edvard Kardelj i samarbete med Josip Broz Tito. Syftet var att de som arbetade på företagen skulle ta en aktiv del i administrationen av företagen och åstadkomma en demokratisk styrning av ekonomin, samt att komma bort från en mer tungstyrd och centraliserad statlig styrning. Systemet som infördes 1950 medförde en uppgång i ekonomin. Framgången berodde på att arbetarna på företagen hade lättare att förutse de lokala konsumenternas behov än de mest kompetenta statliga planeringsgrupper. Självförvaltningen innebar att arbetarna inom t.ex. ett industriföretag genom ett demokratiskt val utsåg ett arbetarråd som utgjorde ledningen i företaget. Alla som arbetade på företaget kunde väljas till arbetarråden och mandattiden var två år. Även beslut om fördelningen av vinsten i företaget, investeringar, vad som skulle produceras, priser på varor, arbetsförhållanden, m.m. kunde underställas debatt och demokratiska majoritetsbeslut av arbetarna i företagen.
Självförvaltningen förutsatte en decentralisering av makten över produktionen. Eftersom företagen agerade relativt självständigt men ändå försökte uppfylla statliga femårsplaner verkade de i en socialistisk marknadsekonomi. Företagen var formellt sett fortfarande ägda av samhället men brukandet överlämnades till arbetarna. Arbetarråden och självförvaltningen kan bland annat härledas till de ryska arbetarråden, sovjeterna, under 1920-talet i Sovjetunionen. De Jugoslaviska arbetarråden och självförvaltningen kom senare att framstå som ett alternativ till den allt mer centraliserade statliga styrningen över produktionen i Sovjetunionen. Det ledde till en ideologisk brytning mellan Stalin och Tito/Kardelj. Relationerna återupprättades emellertid av Stalins efterträdare Chrustjov. Självförvaltningen infördes 1950 och upphörde i och med upplösningen av Socialistiska Federativa Republiken Jugoslavien 1992.
Jugoslavien hade under en period Europas tredje starkaste armé, Jugoslaviska folkarmén (JNA). Armén var den största utgiften för landet. Landet valde, till skillnad från andra socialistiska stater i Östeuropa, att inte alliera sig med Sovjetunionen utan skapade tillsammans med bland andra Egypten De alliansfria staternas organisation. Federationen leddes fram till 1980 av president Josip Broz Tito. Landets folkmängd var 23 725 000 i juli 1989 och befolkningstätheten uppgick till 92,7 invånare per kvadratkilometer.

## Språk
Officiella språk i Socialistiska federala republiken Jugoslavien var förutom serbokroatiska även makedonska och slovenska. På federal nivå användes dock oftast serbokroatiskan. Dessa språk tillhör alla den sydslaviska språkgruppen och liknar varandra. Dessutom talades även språk som ungerska (i Vojvodina) och albanska (i Kosovo).
Jugoslavien använde sig dessutom av två alfabet, det kyrilliska och det latinska. Kyrilliska alfabetet användes främst i Jugoslaviens östra stater Serbien (inklusive Vojvodina och Kosovo) och Makedonien; latinska tecken användes i de övriga delstaterna.